# Tossal de la Devesa (Abella de la Conca)

El Tossal de la Devesa, respecte del terme d'Abella de la Conca

El Tossal de la Devesa és un cim de 1.353,5 metres d'altitud situat al límit dels termes municipals d'Abella de la Conca, al Pallars Jussà, i Coll de Nargó, de l'Alt Urgell. És, per tant, termenal de municipis i de comarques, en l'àmbit del poble de Bóixols.
Es troba a l'extrem nord-est del terme d'Abella de la Conca, i cap al sud-oest del de Coll de Nargó. Queda just al costat de migdia del coll de Bóixols, per on discorre la carretera L-511, que uneix Isona amb Coll de Nargó.

## Etimologia
Es tracta d'un topònim romànic descriptiu: és un tossal (cim prominent) que es dreça en una devesa (peça de terra arbrada, però amb herba entre els arbres on pot pasturar el bestiar). Devesa prové del llatí defensa, participi del verb defendere, i pren el sentit de guardada o prohibida, segons Joan Coromines.